# Simeon van Jeruzalem

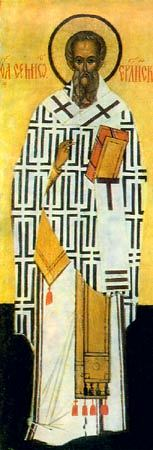
Simeon van Jeruzalem (icoon)

Simeon, zoon van Kleopas en Maria, was een Joods christelijk leider en volgens de meeste tradities bisschop van Jeruzalem van 62 of 70 tot 107. In de vroege kerk werd aangenomen dat hij een neef was van Jezus Christus, omdat Simeons vader Kleopas een broer zou zijn geweest van Jezus' vader Jozef.

## Leven
Volgens Eusebius' Kerkgeschiedenis volgde Simeon Jakobus de Rechtvaardige op als bisschop van Jeruzalem (een belangrijk centrum van het vroege christendom). Eusebius vermeldde dat Simeon als Jakobus' opvolger werd gekozen na de verovering van Jeruzalem, die plaatsvond direct na de executie van Jakobus. Dit komt overeen met het verslag van Flavius Josephus, die Jakobus' eerste arrestatie en vrijlating door procurator Lucceius Albinus plaatst in 63, maar zijn martelaarschap enkele jaren later, kort voor de verwoesting van Jeruzalem.
Er wordt gezegd dat na het martelaarschap van Jakobus en de verovering van Jeruzalem die onmiddellijk hierop volgde, de apostelen en discipelen van de Heer die nog leefden uit alle richtingen bijeen kwamen met degenen die van geboorte aan de Heer verwant waren (want de meesten van hen waren ook nog in leven) om te beraadslagen wie waardig was Jakobus op te volgen. Met één uitzondering verklaarden allen Symeon, de zoon van Klopas, die ook wordt genoemd in het Evangelie, waardig tot de episcopale troon van de parochie. Er werd gezegd dat hij een neef was van de Heiland. Want Hegesippus heeft geschreven dat Klopas de broer was van Jozef.
Volgens Hegesippus kreeg Simeon de voorkeur boven Thebutis, die door de kerkvaders werd beschouwd als een aartsketter, en leidde hij de meeste christenen naar Pella voor het uitbreken van de eerste Joodse oorlog in 66.
Volgens Eusebius stierf  Simeon de marteldood rond het jaar 107 of 117, tijdens de regering van keizer Trajanus en de proconsul Tiberius Claudius Atticus Herodes in Jeruzalem of de directe omgeving. Dit moet echter een fout van Eusebius zijn, want de legaat van de Romeinse provincie Judea in die tijd was Quintus Pompeius Falco (105-107) en Tiberius Claudius Atticus Herodes was dat veel eerder, van 99-102.

## Identificatie
De Catholic Encyclopedia suggereert dat Simeon misschien dezelfde was als de apostel Simon.

## Naamdag
Zijn feest wordt door de Rooms-Katholieke Kerk op 18 februari en door de Orthodoxe Kerk op 27 april gevierd.